# چرپانوفسکی
چرپانوفسکی (به لاتین: Cherepanovsky) یک منطقهٔ مسکونی در روسیه است که در سرزمین آلتای واقع شده‌است.